# The World Is Not Enough (soundtrack)
The World Is Not Enough is de originele soundtrack van de negentiende James Bond-film van EON Productions uit 1999 met dezelfde naam. Het album werd uitgebracht in 1999 door MCA Records.
David Arnold componeerde alle nummers op het album en bij de titelsong "The World Is Not Enough" en het nummer "Only Myself To Blame" schreef Don Black de teksten. De filmmuziek werd uitgevoerd door het orkest onder leiding van Nicholas Dodd en de trompettist was Derek Watkins. Bij het nummer "Welcome To Baku" was de Belgische zangeres Natacha Atlas achtergrondzangeres. De titelsong werd uitgevoerd door de rockband Garbage en het laatste nummer op het album werd gezongen door Scott Walker.

## Nummers
| Nr. | Titel                               | Duur  |
| --- | ----------------------------------- | ----- |
| 1   | The World Is Not Enough – Garbage   | 3:55  |
| 2   | Show Me the Money                   | 1:28  |
| 3   | Come In 007, Your Time Is Up        | 5:19  |
| 4   | Access Denied                       | 1:33  |
| 5   | M's Confession                      | 1:32  |
| 6   | Welcome To Baku                     | 1:41  |
| 7   | Casino                              | 2:55  |
| 8   | Ice Bandits                         | 3:52  |
| 9   | Elektra's Theme                     | 2:06  |
| 10  | Body Double                         | 3:00  |
| 11  | Going Down / The Bunker             | 6:27  |
| 12  | Pipeline                            | 4:15  |
| 13  | Remember Please                     | 2:45  |
| 14  | Caviar Factory                      | 6:01  |
| 15  | Torture Queen                       | 2:22  |
| 16  | I Never Miss                        | 3:32  |
| 17  | Submarine                           | 10:19 |
| 18  | Christmas In Turkey                 | 3:37  |
| 19  | Only Myself To Blame – Scott Walker | 3:37  |

## Hitnoteringen
The World Is Not Enough – Garbage
| Jaar | Hitlijst     | Hoogste positie |
| ---- | ------------ | --------------- |
| 1999 | Tipparade    | 2               |
| 1999 | Mega Top 100 | 48              |
| 1999 | Ultratip 20  | 7               |

## Trivia
In 2018 bracht La-La Land Records een nieuwe versie van de soundtrack The world is not enough uit * 